# Vetenskapsåret 1784

## Händelser

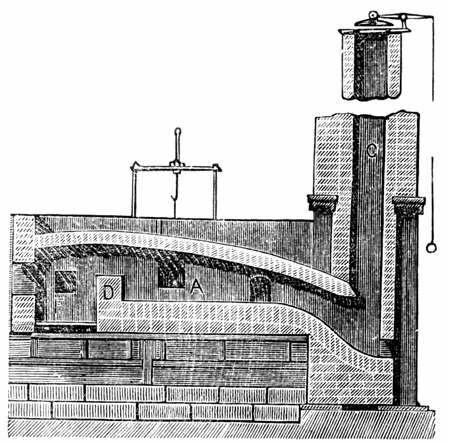
En ugn som används för framställning av tackjärn enligt puddelprocessen.

- Antoine Lavoisier framställer en brännbar gas, tidigare upptäckt av Henry Cavendish 1766, genom att leda vattenånga genom ett glödande järnrör. Lavoisier ger gasen namnet hydrogéne, det som idag kalls väte på svenska.
- Henry Cavendish framställer vatten ur väte och syre och visar därmed att vatten inte är ett grundämne.

### Fysik
- 15 januari - Henry Cavendishs skrift till Royal Society i London, Experiments on Air, avslöjar vattnets beståndsdelar.[1]

### Teknik
- Okänt datum - Henry Cort patenterar puddelprocessen för framställning av tackjärn.[2]

## Pristagare
- Copleymedaljen: Edward Waring, brittisk matematiker.

## Födda
- 20 januari - Christian Keferstein (död 1866), tysk geolog och mineralog.
- 24 januari - Simon Anders Cronstrand (död 1850), svensk astronom.
- 6 mars - Anselme Gaëtan Desmarest (död 1838), fransk zoolog.
- 12 mars - William Buckland (död 1856), geolog och paleontolog.
- 4 maj - Heinrich Boie (död 1827, tysk zoolog.
- 22 juli - Friedrich Bessel (död 1846), tysk matematiker och astronom.
- 26 september - Christopher Hansteen (död 1873), norsk astronom.

## Avlidna
- 12 maj - Abraham Trembley (född 1710), schweizisk naturforskare.
- 9 juli - Torbern Bergman (född 1735), svensk naturforskare.
- 1 september - Jean-François Séguier (född 1703), fransk astronom och botaniker.
- 4 september - César-François Cassini de Thury (född 1714), fransk astronom.
- 11 december - Anders Johan Lexell (född 1740), finländsk astronom.

### Fotnoter
1. ↑  Cavendish, Henry (6 mars 1784). ”Experiments on Air”. Philosophical Transactions of the Royal Society of London "75":  ss. 372–384. http://www.jstor.org/pss/106582.
2. ↑  Gales, W.K.V. (1981). Ironworking. Princes Risborough. sid. 8. ISBN 0-85263-546-X